# Ataraxy
Ataraxy ist eine spanische Death-Doom-Band aus Saragossa, die 2008 gegründet wurde.

## Geschichte
Die Band wurde im Jahr 2008 gegründet. Im Sommer 2009 begab sie sich in die Moontower Studios, um ein erstes Demo unter dem Titel Rotten Shit aufzunehmen. Das Demo wurde später bei Filthy Cave Records wiederveröffentlicht. Ein Jahr später begab sich die Gruppe erneut ins Studio, während sie einen Plattenvertrag bei Memento Mori Records und Me Saco Un Ojo Records unterzeichnete. Bei ersterem Label erschien die EP Curse of the Requiem Mass im Jahr 2010, ehe sie ein Jahr später bei Me Saco Un Ojo Records veröffentlicht wurde. In derselben Weise wurde auch das Debütalbum Revelations of the Ethereal 2012 bzw. 2013 publiziert. Das erste Album bei Dark Descent Records schloss sich 2018 an und wurde Where All Hope Fades betitelt.

## Stil
Hacker von voicesfromthedarkside.de beschrieb Curse of the Requiem Mass als Old-School-Death-Metal, der durch viele finnische Vertreter sowie Bands aus anderen europäischen Ländern beeinflusst worden sei. Die Songs seien meist in mittlerer Geschwindigkeit, mit gelegentlichen Ausreißern in schnellere Gefilde. Die Musik klinge böse, „unheilig“ und dunkel, was durch einen unheimlich wirkenden Gesang unterstützt werde. Patrick Schmidt vom Rock Hard empfand Where All Hope Fades als eines der ungewöhnlichen Death-Metal-Alben der letzten Zeit, da die Musik immer wieder ins Atmosphärische und teils Progressive abdrifte. Dadurch fühlte er sich an eine Mischung aus Morbus Chron und Dark Millennium erinnert. Die E-Gitarren würden „raumgreifende Flächen und Melodien“ erschaffen, wodurch die Songs viel atmosphärischer sein würden. Der Gesang sei entweder in einem predigend wirkenden Spoken-Word-Stil oder als Mischung aus Martin van Drunen und Karsten Jäger (Disbelief) zu verorten. Teilweise gebe es auch überlange Lieder, die dem Doom Metal angelehnt seien. Eine Ausgabe später gab Edu im Interview mit Schmidt an, dass die Gruppe anfangs noch traditionellen „dreckigen“ Death Metal spielte, ehe man seit dem Debütalbum versuche, einen eigenen Death-Metal-Stil zu kreieren. Laut Edu sei nun „dunkel angehauchter Death Metal mit sehr viel doomigen Passagen und einigen toten, kalten Melodien“ band-typisch, wobei man einen hohen Wert auf eine markante Atmosphäre lege, ohne sich jedoch in einer Wall of Sound zu verlieren. Als Einflüsse zählte er Demigod, Depravity, frühe Abhorrence, frühe Amorphis, The Chasm, Morbid Angel, Evoken und Skepticism auf. Where All Hope Fades „dreht sich um die enge Verbindung zwischen Leben und Tod, betrachtet aus unterschiedlichen Perspektiven und angereichert mit verschiedenen Gedankengängen“. Konstantin Michaely vom Metal Hammer rezensierte das Album ebenfalls und resümierte, dass vom simplen Death Metal, der anfangs nur gespielt wurde, nicht mehr viel übrig sei. Stattdessen habe man die Musik mit Doom-Metal-Riffs und drückender Atmosphäre angereichert, wodurch man versuche, ein „Klangpanorama“ zu erschaffen. Die Grundstimmung des Albums sei depressiv, was durch Einstreuen von Sprech-Passagen und Wimmern unterstützt werde.

## Diskografie
- 2009: Rotten Shit (Demo, Eigenveröffentlichung)
- 2010: Curse of the Requiem Mass (EP, Memento Mori Records)
- 2012: Revelations of the Ethereal (Album, Memento Mori Records)
- 2016: The Festival / The Tomb (Single, Me Saco Un Ojo Records)
- 2018: Where All Hope Fades (Album, Dark Descent Records)